# Rio da Água da Ponta Furada
O Rio da Água da Ponta Furada é um curso de água de São Tomé e Príncipe, localizado no distrito de Caué, ilha de São Tomé. Este curso de água corre para Sul até encontrar mar entre a Ponta Furada e a localidade de Lembá.